# Julio Antonio
Julio Antonio nom amb el qual sempre s'ha conegut Antonio Rodríguez Hernández (Móra d'Ebre, Ribera d'Ebre, 6 de febrer de 1889 - Madrid, 15 de febrer de 1919), fou un escultor català.

## Biografia
El seu pare, Aquilino Rodríguez García, era un alferes d'infanteria originari de Lleó. La seva mare, Lucía Hernández Costa, era de Móra d'Ebre.
Les seves primeres classes d'escultura les va rebre a l'Ateneu de Tarragona, passant tot seguit a Barcelona al taller de l'escultor Feliu Ferrer i Galzeran. Però va ser quan es va traslladar a Múrcia, on va fer el seu primer grup escultòric Flores malsanas, destruït més tard per ell mateix.
Quan va fer 18 anys es trasllada a Madrid, pensionat per la Diputació de Tarragona i treballa en el taller de Miquel Blay i Fàbregas, un dels escultors més importants d'aquest període a Madrid. Malgrat reconèixer el gran mestre que era Blay, decideix deixar-lo i emprèn uns viatges per Espanya acompanyat pel seu amic i pintor Miquel Viladrich i Vila, amb qui va muntar el seu primer taller. El 1908 modela la seva primera obra important María, la gitana, on ja demostra la seva gran personalitat i trenca amb l'escultura pròpia de l'època.
Després d'un viatge per Itàlia, torna a Espanya i és al poble d'Almadén (Ciudad Real), on fa una sèrie de retrats anomenats Bustos de la raça, on hi representa gent plana del poble:
- Minera de Puertollano
- Dona de Castella
- Rosa Maria
- L'home de la Manxa
- El miner d'Almadén
- El ventero de Peñalsordo

Dins els monuments que va realitzar destaca el fet per a la ciutat de Tarragona Monument als herois de 1811, conegut popularment com Els despullats, obra amb cert aire modernista i actualment ubicada a la Rambla Nova d'aquesta ciutat. Va ser un treball que li va durar anys, des de 1910 fins a la seva mort el 1919, per problemes sobretot econòmics i d'ubicació del monument, i va ser fosa pel seu deixeble Enrique Lorenzo Salazar. Per fi la inauguració va tenir lloc el 14 de setembre de 1931 a la Rambla Nova de Tarragona.
La seva darrera obra per encàrrec va ser el Mausoleu Lemonier (1916/1919), un monument funerari per a un dels fills d'aquesta família, que havia mort a l'edat d'onze anys. La figura de la mare és de bronze i la del fill de marbre blanc. Obra dramàtica en la qual es veu la influència del seu mestre Miquel Blay. Aquesta obra fou exposada en el Palau de Biblioteques i Museus del parc de Recoletos, seu de la Societat Espanyola dels Amics de l'Art, a Madrid, va despertar una gran expectació i hi va haver grans cues per a visitar-la.
L'obra feta per a la tomba del jove, mai va ser instal·lada i el 1940 la família Lemonier la va dipositar en el Museu d'Art Modern i Contemporani de Madrid, d'ací va passar al Museu Sant Telm de Sant Sebastià, on la va adquirir la Diputació de Tarragona, trobant-se actualment en el Museu d'Art Modern de Tarragona. Hi ha obra seva també al Museu Reina Sofia de Madrid.
Julio Antonio va morir a Madrid el 15 de febrer de 1919 amb trenta anys.
El novembre de 2018 les seves despulles i les de la seva mare van ser exhumades del Cementiri de l'Almudena i el 15 de febrer de 2019 van ser traslladades al cementiri de Móra d'Ebre.
El gener del 2020 el Museu Nacional d'Art de Catalunya exposa dues de les seves obres, es tracta dels bronzes ‘Venus Mediterrània’ (1912) i ‘Autoretrat’ (1909). La presència de l'obra de Julio Antonio a les sales del Museu Nacional és un fet destacable, ja que el museu és testimoni de l'art català des de l'època medieval fins a final de segle xx.

## Monuments
- Tarragona als Herois de 1811. Tarragona
- A Ruperto Chapí. Madrid
- A Francisco de Goya. Fuendetodos (Saragossa)
- A Eduardo Saavedra. Tarragona

## Obres
- Pietat
- Dario
- Autoretrat
- El Poeta Lasso de la Vega
- Androgin
- Venus mediterrània
- Tarraco
- Noia amb flors
- Rafael Molina, Lagartijo
- La Dona de la mantilla

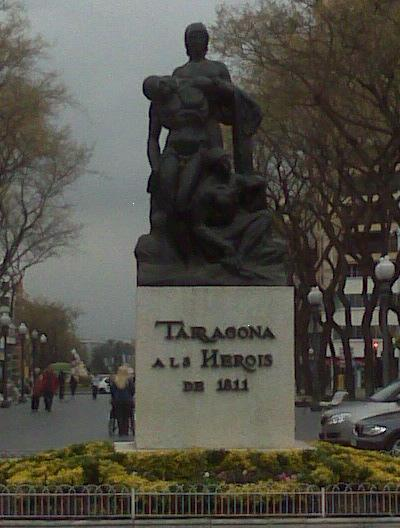
Els Despullats, a la Rambla Nova de Tarragona
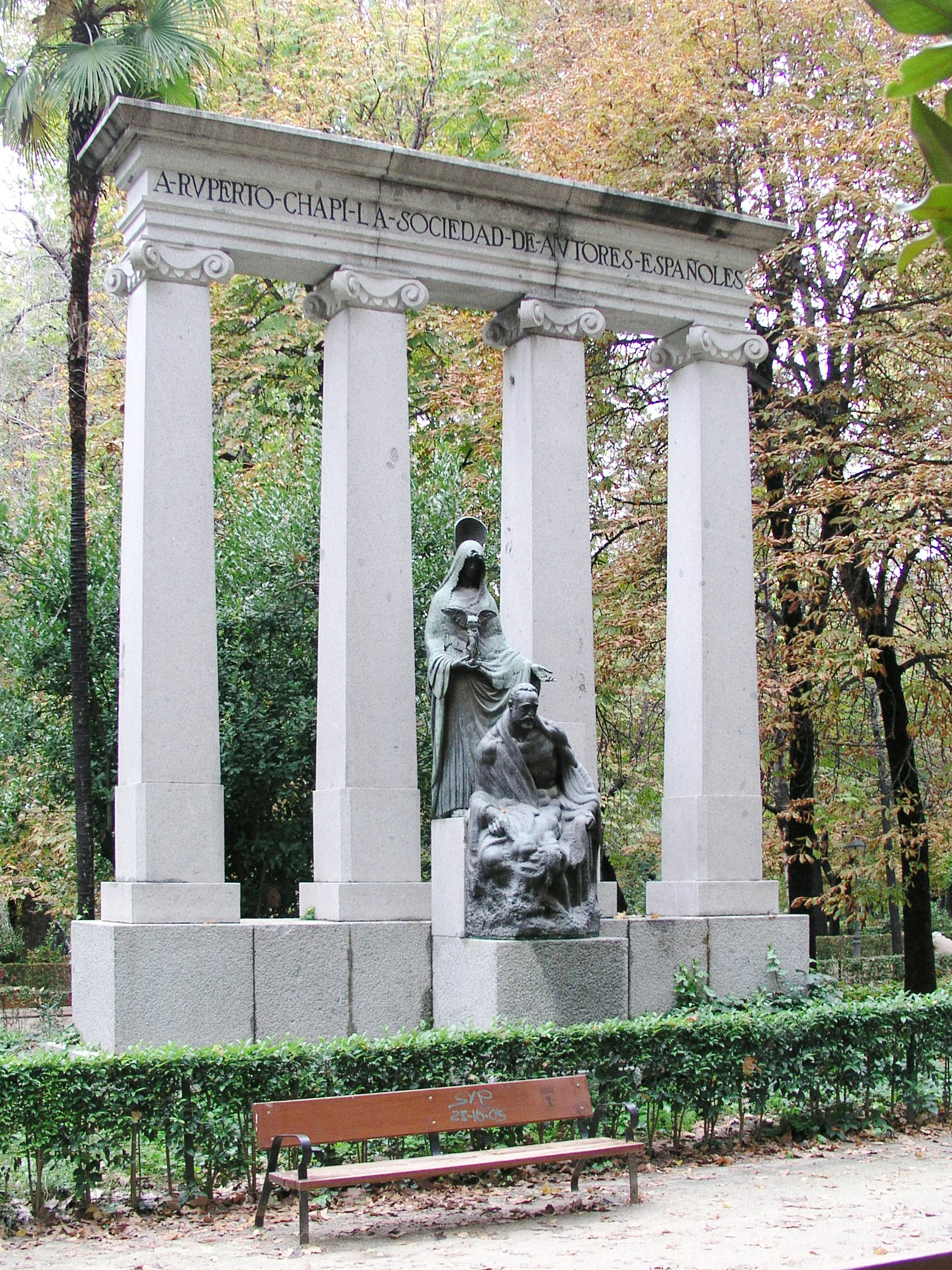
Monument a Chapí. Madrid
Venus mediterrània[7] MNAC